# Гай Марий Марцелл Октавий Публий Клувий Руф
Гай Марий Марцелл Октавий Публий Клувий Руф (лат. Gaius Marius Marcellus Octavius Publius Cluvius Rufus) — римский политический деятель второй половины I века.
По всей видимости, семья Руфа происходила из Италии, предположительно, из Вероны. Очевидно, он был внуком по материнской линии консула-суффекта 45 года и историка Марка Клувия Руфа. О карьере Руфа известно только лишь то, что в 80 году он занимал должность консула-суффекта.
К нему адресовано два письма Плиния Младшего. В одном он просит Руфа сказать жителям Бетики, что не сможет защитить жителей этой провинции в суде от вымогательств наместника, в во втором корит его за то, что он не хочет публиковать свои произведения.